# Volta às Astúrias de 2018
A 61.ª edição da Volta às Astúrias foi uma carreira de ciclismo de estrada por etapas que se celebrou entre 27 e 29 de abril de 2018 na Espanha com início e final na cidade de Oviedo sobre um percurso de 467 quilómetros.
A carreira fez parte do UCI Europe Tour de 2018, dentro da categoria UCI 2.1
A carreira foi vencida pelo corredor equatoriano Richard Carapaz da equipa Movistar, em segundo lugar Jonathan Caicedo (Medellín) e em terceiro lugar Ricardo Mestre (W52-FC Porto).

## Equipas participantes
Tomaram parte na carreira 16 equipas: 1 de categoria UCI WorldTeam; 6 de categoria Profissional Continental; e 9 de categoria Continental, formando assim um pelotão de 112 ciclistas dos que acabaram 94. As equipas participantes foram:
| Equipe WorldTeam- Movistar Team Equipes profissionais Continentais (6)- Fortuneo-Samsic - Burgos-BH - Manzana Postobón - Israel Cycling Academy - Caja Rural-Seguros RGA - Euskadi Basque Country-Murias Equipes Continentais (9)- Coldeportes Zenú - Team Ukyo - RP-Boavista - W52-FC Porto - Aviludo-Louletano - Lokosphinx - Medellín-Éxito - Fundación Euskadi - Bicicletas Strongman |
| |

## Percorrido
A Volta às Astúrias dispôs de três etapas para um percurso total de 467 quilómetros.
| Etapa | Data    | Percurso                     | type            | Distância (km) | Vencedor        | Líder geral     |
| ----- | ------- | ---------------------------- | --------------- | -------------- | --------------- | --------------- |
| 1     | 27 abr. | Oviedo – La Pola             | etapa escarpada | 177            | Dmitry Strakhov | Dmitry Strakhov |
| 2     | 28 abr. | Soto Ribera – Alto del Acebo | alta montanha   | 171            | Richard Carapaz | Richard Carapaz |
| 3     | 29 abr. | Cangas del Narcea – Oviedo   | etapa escarpada | 119            | Ricardo Mestre  | Richard Carapaz |

## Desenvolvimento da carreira

### 1.ª etapa
| Oviedo - La Pola | etapa escarpada | (177 km) |

| \| Classificação por etapas \| Classificação por etapas \| Classificação por etapas \| Classificação por etapas \| Classificação por etapas \| \| Ciclista \| Ciclista \| Equipe \| Tempo \| \| \| ------------------------ \| ------------------------ \| ------------------------ \| ------------------------ \| ------------------------ \| \| 1. \| Dmitry Strakhov \| Lokosphinx \| 4h17m06s \| \| \| 2. \| Jonathan Caicedo \| Medellín \| + 0s \| \| \| 3. \| Sergio Higuita \| Manzana Postobón \| + 0s \| \| \| 4. \| Eduard Prades \| Euskadi-Murias \| + 0s \| \| \| 5. \| Richard Carapaz \| Movistar Team \| + 0s \| \| |                  |                  |          |
| |                  |                  |          |
| |                  |                  |          |
| Classificação por etapas |                  |                  |          |
| Ciclista | Ciclista         | Equipe           | Tempo    |
| 1. | Dmitry Strakhov  | Lokosphinx       | 4h17m06s |
| 2. | Jonathan Caicedo | Medellín         | + 0s     |
| 3. | Sergio Higuita   | Manzana Postobón | + 0s     |
| 4. | Eduard Prades    | Euskadi-Murias   | + 0s     |
| 5. | Richard Carapaz  | Movistar Team    | + 0s     |

| \| Classificação geral \| Classificação geral \| Classificação geral \| Classificação geral \| Classificação geral \| \| Ciclista \| Ciclista \| Equipe \| Tempo \| \| \| ------------------- \| ------------------- \| ------------------- \| ------------------- \| ------------------- \| \| 1. \| Dmitry Strakhov \| Lokosphinx \| 4h16m56s \| \| \| 2. \| Jonathan Caicedo \| Medellín \| + 4s \| \| \| 3. \| Sergio Higuita \| Manzana Postobón \| + 6s \| \| \| 4. \| Eduard Prades \| Euskadi-Murias \| + 10s \| \| \| 5. \| Richard Carapaz \| Movistar Team \| + 10s \| \| |                  |                  |          |
| |                  |                  |          |
| |                  |                  |          |
| Classificação geral |                  |                  |          |
| Ciclista | Ciclista         | Equipe           | Tempo    |
| 1. | Dmitry Strakhov  | Lokosphinx       | 4h16m56s |
| 2. | Jonathan Caicedo | Medellín         | + 4s     |
| 3. | Sergio Higuita   | Manzana Postobón | + 6s     |
| 4. | Eduard Prades    | Euskadi-Murias   | + 10s    |
| 5. | Richard Carapaz  | Movistar Team    | + 10s    |

### 2.ª etapa
| Soto Ribera - Alto del Acebo | alta montanha | (171 km) |

| \| Classificação por etapas \| Classificação por etapas \| Classificação por etapas \| Classificação por etapas \| Classificação por etapas \| \| Ciclista \| Ciclista \| Equipe \| Tempo \| \| \| ------------------------ \| ------------------------ \| ------------------------ \| ------------------------ \| ------------------------ \| \| 1. \| Richard Carapaz \| Movistar Team \| 4h24m14s \| \| \| 2. \| Jonathan Caicedo \| Medellín \| + 42s \| \| \| 3. \| Rubén Fernández \| Movistar Team \| + 50s \| \| \| 4. \| Robinson Chalapud \| Medellín \| + 50s \| \| \| 5. \| Antonio Pedrero \| Movistar Team \| + 1m05s \| \| |                   |               |          |
| |                   |               |          |
| |                   |               |          |
| Classificação por etapas |                   |               |          |
| Ciclista | Ciclista          | Equipe        | Tempo    |
| 1. | Richard Carapaz   | Movistar Team | 4h24m14s |
| 2. | Jonathan Caicedo  | Medellín      | + 42s    |
| 3. | Rubén Fernández   | Movistar Team | + 50s    |
| 4. | Robinson Chalapud | Medellín      | + 50s    |
| 5. | Antonio Pedrero   | Movistar Team | + 1m05s  |

| \| Classificação geral \| Classificação geral \| Classificação geral \| Classificação geral \| Classificação geral \| \| Ciclista \| Ciclista \| Equipe \| Tempo \| \| \| ------------------- \| ------------------- \| ---------------------- \| ------------------- \| ------------------- \| \| 1. \| Richard Carapaz \| Movistar Team \| 8h41m10s \| \| \| 2. \| Jonathan Caicedo \| Medellín \| + 40s \| \| \| 3. \| Robinson Chalapud \| Medellín \| + 1m00s \| \| \| 4. \| Rubén Fernández \| Movistar Team \| + 1m05s \| \| \| 5. \| Nathan Earle \| Israel Cycling Academy \| + 1m17s \| \| |                   |                        |          |
| |                   |                        |          |
| |                   |                        |          |
| Classificação geral |                   |                        |          |
| Ciclista | Ciclista          | Equipe                 | Tempo    |
| 1. | Richard Carapaz   | Movistar Team          | 8h41m10s |
| 2. | Jonathan Caicedo  | Medellín               | + 40s    |
| 3. | Robinson Chalapud | Medellín               | + 1m00s  |
| 4. | Rubén Fernández   | Movistar Team          | + 1m05s  |
| 5. | Nathan Earle      | Israel Cycling Academy | + 1m17s  |

### 3.ª etapa
| Cangas del Narcea - Oviedo | etapa escarpada | (119 km) |

| \| Classificação por etapas \| Classificação por etapas \| Classificação por etapas \| Classificação por etapas \| Classificação por etapas \| \| Ciclista \| Ciclista \| Equipe \| Tempo \| \| \| ------------------------ \| ------------------------ \| ------------------------ \| ------------------------ \| ------------------------ \| \| 1. \| Ricardo Mestre \| W52-FC Porto \| 2h40m42s \| \| \| 2. \| Alexander Evtushenko \| Lokosphinx \| + 9s \| \| \| 3. \| Benjamín Prades \| Team Ukyo \| + 34s \| \| \| 4. \| Rubén Fernández \| Movistar Team \| + 34s \| \| \| 5. \| Nathan Earle \| Israel Cycling Academy \| + 34s \| \| |                      |                        |          |
| |                      |                        |          |
| |                      |                        |          |
| Classificação por etapas |                      |                        |          |
| Ciclista | Ciclista             | Equipe                 | Tempo    |
| 1. | Ricardo Mestre       | W52-FC Porto           | 2h40m42s |
| 2. | Alexander Evtushenko | Lokosphinx             | + 9s     |
| 3. | Benjamín Prades      | Team Ukyo              | + 34s    |
| 4. | Rubén Fernández      | Movistar Team          | + 34s    |
| 5. | Nathan Earle         | Israel Cycling Academy | + 34s    |

## Classificações finais
- As classificações finalizaram da seguinte forma:[4]

### Classificação geral
| \| Classificação geral \| Classificação geral \| Classificação geral \| Classificação geral \| Classificação geral \| \| Ciclista \| Ciclista \| Equipe \| Tempo \| \| \| ------------------- \| ------------------- \| ---------------------- \| ------------------- \| ------------------- \| \| 1. \| Richard Carapaz \| Movistar Team \| 11h22m26s \| \| \| 2. \| Jonathan Caicedo \| Medellín \| + 40s \| \| \| 3. \| Ricardo Mestre \| W52-FC Porto \| + 59s \| \| \| 4. \| Robinson Chalapud \| Medellín \| + 1m00s \| \| \| 5. \| Rubén Fernández \| Movistar Team \| + 1m05s \| \| \| 6. \| Nathan Earle \| Israel Cycling Academy \| + 1m17s \| \| \| 7. \| Sergio Pardilla \| Caja Rural-Seguros RGA \| + 1m35s \| \| \| 8. \| Antonio Pedrero \| Movistar Team \| + 1m37s \| \| \| 9. \| Joaquim Silva \| Caja Rural-Seguros RGA \| + 1m44s \| \| \| 10. \| César Fonte \| W52-FC Porto \| + 2m00s \| \| |                   |                        |           |
| |                   |                        |           |
| Fonte: ProCyclingStats |                   |                        |           |
| Classificação geral |                   |                        |           |
| Ciclista | Ciclista          | Equipe                 | Tempo     |
| 1. | Richard Carapaz   | Movistar Team          | 11h22m26s |
| 2. | Jonathan Caicedo  | Medellín               | + 40s     |
| 3. | Ricardo Mestre    | W52-FC Porto           | + 59s     |
| 4. | Robinson Chalapud | Medellín               | + 1m00s   |
| 5. | Rubén Fernández   | Movistar Team          | + 1m05s   |
| 6. | Nathan Earle      | Israel Cycling Academy | + 1m17s   |
| 7. | Sergio Pardilla   | Caja Rural-Seguros RGA | + 1m35s   |
| 8. | Antonio Pedrero   | Movistar Team          | + 1m37s   |
| 9. | Joaquim Silva     | Caja Rural-Seguros RGA | + 1m44s   |
| 10. | César Fonte       | W52-FC Porto           | + 2m00s   |

### Classificação da montanha
| Classificação da montanha | Classificação da montanha | Classificação da montanha | Classificação da montanha | Classificação da montanha |
| Ciclista                  | Ciclista                  | Equipe                    | Pontos                    |                           |
| ------------------------- | ------------------------- | ------------------------- | ------------------------- | ------------------------- |
| 1.                        | Fernando Orjuela          | Manzana Postobón          | 14 pts                    |                           |
| 2.                        | Fabio Duarte              | Manzana Postobón          | 12 pts                    |                           |
| 3.                        | Omar Mendoza              | Medellín                  | 12 pts                    |                           |
| 4.                        | Richard Carapaz           | Movistar Team             | 11 pts                    |                           |
| 5.                        | Jonathan Caicedo          | Medellín                  | 8 pts                     |                           |
| 6.                        | Hernán Aguirre            | Manzana Postobón          | 7 pts                     |                           |
| 7.                        | Ricardo Mestre            | W52-FC Porto              | 6 pts                     |                           |
| 8.                        | Rubén Fernández           | Movistar Team             | 6 pts                     |                           |
| 9.                        | Josu Zabala               | Caja Rural-Seguros RGA    | 5 pts                     |                           |
| 10.                       | Robinson Chalapud         | Medellín                  | 4 pts                     |                           |

### Classificação da regularidade
| Classificação por pontos | Classificação por pontos | Classificação por pontos | Classificação por pontos | Classificação por pontos |
| Ciclista                 | Ciclista                 | Equipe                   | Pontos                   |                          |
| ------------------------ | ------------------------ | ------------------------ | ------------------------ | ------------------------ |
| 1.                       | Jonathan Caicedo         | Medellín                 | 46 pts                   |                          |
| 2.                       | Richard Carapaz          | Movistar Team            | 45 pts                   |                          |
| 3.                       | Ricardo Mestre           | W52-FC Porto             | 33 pts                   |                          |
| 4.                       | Nathan Earle             | Israel Cycling Academy   | 32 pts                   |                          |
| 5.                       | Dmitry Strakhov          | Lokosphinx               | 31 pts                   |                          |
| 6.                       | Rubén Fernández          | Movistar Team            | 30 pts                   |                          |
| 7.                       | Alexander Evtushenko     | Lokosphinx               | 25 pts                   |                          |
| 8.                       | Benjamín Prades          | Team Ukyo                | 25 pts                   |                          |
| 9.                       | Eduard Prades            | Euskadi-Murias           | 24 pts                   |                          |
| 10.                      | César Fonte              | W52-FC Porto             | 21 pts                   |                          |

### Classificação por equipas
| Classificação por equipes | Classificação por equipes     | Classificação por equipes | Classificação por equipes |
| Equipe                    | Equipe                        | Tempo                     |                           |
| ------------------------- | ----------------------------- | ------------------------- | ------------------------- |
| 1.                        | Movistar Team                 | 34h10m14s                 |                           |
| 2.                        | Medellín-Éxito                | + 2m19s                   |                           |
| 3.                        | W52-FC Porto                  | + 2m51s                   |                           |
| 4.                        | Caja Rural-Seguros RGA        | + 5m56s                   |                           |
| 5.                        | Euskadi Basque Country-Murias | + 6m24s                   |                           |

## Evolução das classificações
| Etapa (Vencedor)            | Classificação geral | Classificação da montanha | Classificação das metaas volantes         | Classificação da regularidade | Classificação por equipas |
| --------------------------- | ------------------- | ------------------------- | ----------------------------------------- | ----------------------------- | ------------------------- |
| 1.ª etapa (Dmitry Strakhov) | Dmitry Strakhov     | Fernando Orjuela          | João Rodrigues (ciclista)\|João Rodrigues | Dmitry Strakhov               | Medellín                  |
| 2.ª etapa (Richard Carapaz) | Richard Carapaz     | Fernando Orjuela          | João Rodrigues (ciclista)\|João Rodrigues | Jonathan Caicedo              | Movistar                  |
| 3.ª etapa (Ricardo Mestre)  | Richard Carapaz     | Fernando Orjuela          | João Rodrigues (ciclista)\|João Rodrigues | Jonathan Caicedo              | Movistar                  |
| Classificação final         | Richard Carapaz     | Fernando Orjuela          | João Rodrigues (ciclista)\|João Rodrigues | Jonathan Caicedo              | Movistar                  |

## UCI World Ranking
A Volta às Astúrias outorgou pontos para o UCI Europe Tour de 2018 e o UCI World Ranking, este último para corredores das equipas nas categorias UCI WorldTeam, Profissional Continental e Continental. As seguintes tabelas mostram o barómetro de pontuação e os 10 corredores que obtiveram mais pontos:
| Posição             | 1.º | 2.º | 3.º | 4.º | 5.º | 6.º | 7.º | 8.º | 9.º | 10.º | 11.º | 12.º | 13.º-15.º | 16.º-25.º |
| Classificação geral | 125 | 85  | 70  | 60  | 50  | 40  | 35  | 30  | 25  | 20   | 15   | 10   | 5         | 3         |
| Por etapa           | 14  | 5   | 3   |     |     |     |     |     |     |      |      |      |           |           |
| Líder               | 3   |     |     |     |     |     |     |     |     |      |      |      |           |           |

| Classificação | Classificação     | Classificação          | Classificação | Classificação | Classificação | Classificação |
| Posição       | Ciclista          | Equipa                 | Geral         | Etapa         | Líder         | Total         |
| ------------- | ----------------- | ---------------------- | ------------- | ------------- | ------------- | ------------- |
| 1.º           | Richard Carapaz   | Movistar               | 125           | 14            | 3             | 142           |
| 2.º           | Jonathan Caicedo  | Medellín               | 85            | 10            | -             | 95            |
| 3.º           | Ricardo Mestre    | W52-FC Porto           | 70            | 14            | -             | 84            |
| 4.º           | Robinson Chalapud | Medellín               | 60            | -             | -             | 60            |
| 5.º           | Rubén Fernández   | Movistar               | 50            | 3             | -             | 53            |
| 6.º           | Nathan Earle      | Israel Cycling Academy | 40            | -             | -             | 40            |
| 7.º           | Sergio Pardilla   | Caja Rural-Seguros RGA | 35            | -             | -             | 35            |
| 8.º           | Antonio Pedrero   | Movistar               | 30            | -             | -             | 30            |
| 9.º           | Joaquim Silva     | Caja Rural-Seguros RGA | 25            | -             | -             | 25            |
| 10.º          | César Fonte       | W52-FC Porto           | 20            | -             | -             | 20            |